# باندو میستوکورو دهم
باندو میستوکورو دهم (ژاپنی: 十代目 坂東 三津五郎؛ ۲۳ ژانویهٔ ۱۹۵۶ – ۲۱ فوریهٔ ۲۰۱۵) هنرپیشه اهل ژاپن بود. وی بین سال‌های ۱۹۶۲ تا ۲۰۱۵ میلادی فعالیت می‌کرد.